# Dschinghis Khan (sång)
Dschinghis Khan var Västtysklands bidrag till Eurovision Song Contest 1979. Den skrevs av Ralph Siegel och Bernd Meinunger sjöngs av gruppen Dschinghis Khan och slutade på fjärde plats.
Björn Håkanson skrev en text på svenska med vilken låten spelades in 1979 av Vikingarna på albumet Kramgoa låtar 7.

## Listplaceringar
| Lista (1979) | Topplacering |
| ------------ | ------------ |
| Nya Zeeland  | 33           |
| Sverige      | 2            |

### Fotnoter
1. ↑  ”Svensk mediedatabas”. http://smdb.kb.se/catalog/id/001886827. Läst 28 april 2011.
2. ↑  ”Svensktoppen”. 3 augusti 1979. http://sverigesradio.se/Diverse/AppData/Isidor/files/2023/3477.txt. Läst 3 maj 2011.
3. ↑  ”Listplacering”. https://charts.nz/showitem.asp?interpret=Dschinghis+Khan&titel=Genghis+Khan&cat=s. Läst 3 maj 2011.
4. ↑  ”Listplacering”. http://swedishcharts.com/showitem.asp?interpret=Dschinghis+Khan&titel=Genghis+Khan&cat=s. Läst 3 maj 2011.